# Зброшкі
Зброшкі (пол. Zbroszki) — село в Польщі, у гміні Вінниця Пултуського повіту Мазовецького воєводства.
Населення — 278 осіб (2011).
У 1975-1998 роках село належало до Цехановського воєводства.

## Демографія
Демографічна структура станом на 31 березня 2011 року:
|          | Загалом | Допрацездатний вік | Працездатний вік | Постпрацездатний вік |
| -------- | ------- | ------------------ | ---------------- | -------------------- |
| Чоловіки | 142     | 26                 | 107              | 9                    |
| Жінки    | 136     | 27                 | 80               | 29                   |
| Разом    | 278     | 53                 | 187              | 38                   |